# Mario Rivillos
Mario Rivillos Plaza (Torrejón de Ardoz, 13 dicembre 1989) è un giocatore di calcio a 5 spagnolo.

## Carriera

### Club
Laterale, con le giovanili di Sport Sala Villaverde e Laz Rozas Boadilla vince svariati titoli giovanili. Nel 2008 la prima stagione tra i "grandi", nella prima parte al Pinto Fútbol Sala, e da gennaio al Carnicer Torrejón Fútbol Sala, dove rimane per le successive due stagioni e mezzo.
Nell'estate 2012 è acquistato dall'Inter, in cui gioca per un lustro, rendendosi tra i protagonisti del ciclo vincente dei biancoverdi. Nel 2017, pochi mesi dopo la conquista della sua Coppa Uefa, si trasferisce al Barcellona.

### Nazionale
Nel 2008 partecipa, con la Nazionale Under-21 alla prima e unica edizione del Campionato europeo di categoria. Le buone prestazioni offerte con la maglia dell'Inter convincono, nel 2016, il commissario tecnico Venancio López a convocarlo in nazionale maggiore per Mondiali ed Europei di quell'anno. Vincendo la seconda competizione, Rivillos per la prima volta si laurea campione continentale.

## Palmarès

### Club

#### Competizioni nazionali
- Campionato spagnolo: 5

Inter: 2013-14, 2014-15, 2015-16, 2016-17
Barcellona: 2018-19
- Coppa di Spagna: 5

Inter: 2013-14, 2015-16, 2016-17
Barcellona: 2018-19, 2019-20
- Coppa del Re: 3

Inter: 2014-15
Barcellona: 2017-18, 2018-19
- Supercoppa di Spagna: 2

Inter: 2015
Barcellona: 2019

#### Competizioni internazionali
- Coppa UEFA: 1

Inter: 2016-17
- UEFA Champions League: 4

Palma: 2022-23, 2023-24, 2024-25
Barca: 2019-20

#### Competizioni giovanili
- Campionato spagnolo under 21: 2

Sport Sala Villaverde: 2006-07
Las Rozas Boadilla: 2007-08
- Campionato spagnolo under 18: 1

Sport Sala Villaverde: 2006-07

### Nazionale
- Campionato d'Europa: 1

Spagna: 2016